# Gonophora chapuisi
Gonophora chapuisi es una especie de insecto coleóptero de la familia Chrysomelidae. Fue descrita en 1876 por Baly.